# Dietmar Kamper
Dietmar Wilhelm Theodor Kamper (* 5. Oktober 1936 in Erkelenz; † 28. Oktober 2001 in Berlin) war ein deutscher Philosoph, Schriftsteller, Soziologe und Hochschullehrer.

## Leben und Wirken
Dietmar Kamper, Sohn von Magdalene Kamper, geborene Essener, und ihres Ehemannes, des Unternehmers Theo Kamper, besuchte Gymnasien in Odenkirchen und Erkelenz. Er studierte in Köln, Tübingen und München. Im Jahr 1959 machte er sein Examen zum Diplom-Sportlehrer an der Sporthochschule Köln. Im selben Jahr wurde er Deutscher Hochschulmeister im Weitsprung und im 4x100-Meter-Staffellauf. 1963 wurde an der Ludwig-Maximilian-Universität München mit dem Thema Die Anthropologie Leopold Zieglers zum Doktor der Philosophie promoviert. 1972 habilitierte er sich in Erziehungswissenschaft an der Philipps-Universität Marburg mit dem Thema Geschichte und menschliche Natur. Die Tragweite gegenwärtiger Anthropologiekritik. In Marburg lehrte er dann von 1973 bis 1979. In dieser Zeit war Kamper auch Dekan des Fachbereichs Erziehungswissenschaften und 1978 Vizepräsident der Universität Marburg. Seine Vorlesungen und Seminare erfreuten sich großen Zuspruchs bei der Marburger Studentenschaft. Selbst Veranstaltungen in großen Hörsälen waren gelegentlich bis auf den letzten Platz belegt.
In Marburg war Kamper Mitherausgeber der 1976 erstmals erschienen Zeitschrift Einundzwanzig - Rundgänge der Pädagogik. Der Name des Periodikums, das wenigstens viermal im Jahr erscheinen sollte, ist eine Anlehnung an die dem Fachbereich Erziehungswissenschaften im Vorlesungsverzeichnis der Philipps-Universität Marburg zugewiesenen Ordnungszahl 21. Die Herausgeber, viele von ihnen waren Professoren an der Philipps-Universität, widmeten jede Ausgabe einem Schwerpunkt-Thema. Dietmar Kamper veröffentlichte regelmäßig Aufsätze in der Zeitschrift. Mit dem Weggang Kampers aus Marburg wurde die Zeitschrift eingestellt.
Ab 1979 war Kamper Professor für Soziologie mit dem Schwerpunkt Kultursoziologie an der Freien Universität Berlin. Hier war er auch an der Gründung und Ausgestaltung des Interdisziplinären Zentrums für Historische Anthropologie beteiligt. Er publizierte Schriften zur philosophischen Anthropologie, zur Sozialisationsforschung, zur Geschichte des Körpers, der Einbildungskraft und der Wünsche. Zahlreiche Schriften hat er gemeinsam mit Christoph Wulf veröffentlicht. Hervorzuheben ist auch seine Mitarbeit als Herausgeber an der Internationale Zeitschrift für Historische Anthropologie Paragrana. Außerdem gehörte Kamper zu den Gründungsmitgliedern der Gesellschaft für Historische Anthropologie e. V., die ihren Sitz im Interdisziplinären Zentrum in Berlin hat.
Er war u. a. zusammen mit Frank Böckelmann und Walter Seitter von 1979 bis zu seinem Tod Herausgeber der Zeitschrift Tumult (Zeitschrift bzw. Schriften für Verkehrswissenschaft).

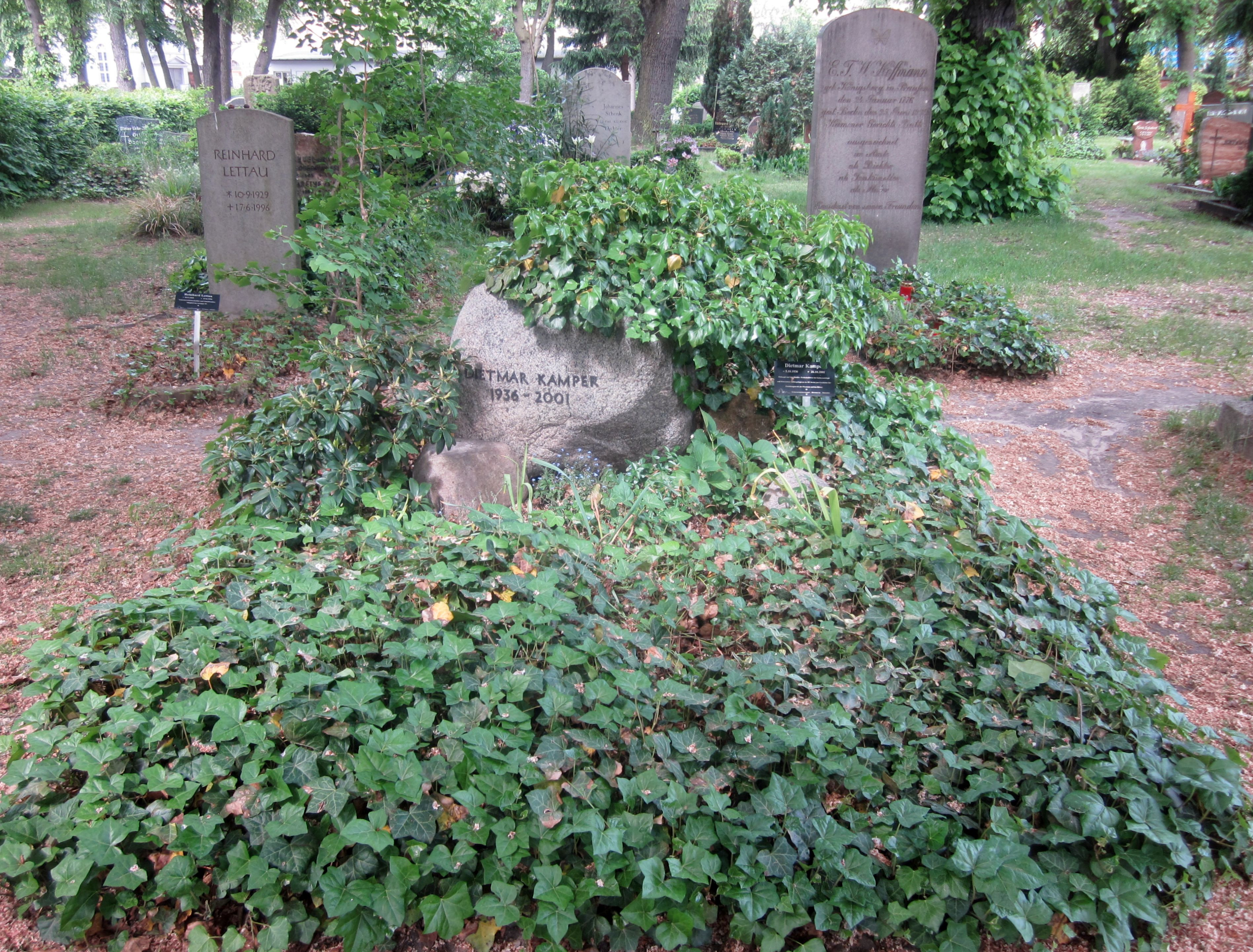
Das Grab von Dietmar Kamper in Berlin-Kreuzberg

Dietmar Kamper war katholisch, ab 1965 mit der Bildhauerin Silvia Kamper, geborene Breiwieser, verheiratet und hatte zwei Kinder (Solveig und Signe). Er starb, drei Wochen nach seinem 65. Geburtstag, am 28. Oktober 2001 in Berlin. Sein Grab befindet sich auf dem Friedhof III der Jerusalems- und Neuen Kirchengemeinde in Berlin-Kreuzberg. Als Grabstein dient ein Findling. Die letzte Ruhestätte von Dietmar Kamper liegt in unmittelbarer Nachbarschaft der Gräber der Schriftsteller E. T. A. Hoffmann und Reinhard Lettau. In Nachrufen erinnerten der Berliner Soziologe Bernd Ternes und der Berliner Universitäts-Professor Christoph Wulf an Leben und Werk von Dietmar Kamper. Sein wissenschaftlicher Nachlass wird von der FU Berlin verwaltet.
Christoph Wulf würdigte seinen Freund Dietmar Kamper mit diesen Worten: „Aufgrund seiner vielfältigen Interessen, seiner geistigen Unruhe und seiner Offenheit für neue Fragen und Wege der Erkenntnis war Dietmar Kamper ein äußerst anregender Hochschullehrer, Kollege und Freund. Seiner persönlichen Integrität und Ausstrahlungskraft konnten sich selbst die Kollegen und Kolleginnen nicht entziehen, die seinen Forschungen eher kritisch gegenüber standen“.

## Veröffentlichungen (Auswahl)
- Die Anthropologie Leopold Zieglers, München 1964, DNB 482402407 (Dissertation Ludwig-Maximilians-Universität München, Philosophische Fakultät, 7. Juli 1964, 180 Seiten).
- Geschichte und menschliche Natur. Die Tragweite gegenwärtiger Anthropologiekritik. Carl Hanser Verlag, München 1973.
- Abstraktion und Geschichte. 1974.
- als Mitverfasser: Studienführer Sozialisierungstheorie. 1974.
- als Mitverfasser: Studienführer Wissenschaftstheorie. 1975.
- mit Volker Ritter (Hrsg.): Zur Geschichte des Körpers. Perspektiven der Anthropologie. Carl Hanser Verlag, München/Wien 1976, ISBN 3-446-12256-7.
- Über die Wünsche. 1976.
- Dekonstruktionen. Gesammelte Denkbruchstücke aus einundzwanzig Marburger Semestern (= Metro. Band 2).  Marburg 1979.
- Zur Geschichte der Einbildungskraft. Carl Hanser Verlag, München/Wien 1981, ISBN 3-446-13118-3.
- mit Christoph Wulf: Im Schatten der Milchstraße. Erfahrungen auf dem „Camino de Santiago“. Konkursbuchverlag, Tübingen 1981, ISBN 3-88769-002-8.
- als Hrsg. mit Christoph Wulf: Die Wiederkehr des Körpers. Suhrkamp Verlag, Frankfurt am Main 1982, ISBN 3-518-11132-9.
- mit Friedhelm Guttandin: Selbstkontrolle. Dokumente zur Geschichte einer Obsession. Verlag Guttandin & Hoppe, Marburg/Berlin 1982, ISBN 3-922140-15-7.
- Das gefangene Einhorn. Texte aus der Zeit des Wartens. Carl Hanser Verlag, München/Wien 1983, ISBN 3-446-13533-2.
- als Hrsg. mit Christoph Wulf: Das Schwinden der Sinne. Suhrkamp Verlag, 1984, ISBN 3-518-11188-4.
- als Hrsg. mit Christoph Wulf: Der andere Körper. Verlag Mensch und Leben, Berlin 1984, ISBN 3-88911-004-5.
- Zur Soziologie der Imagination. Carl Hanser Verlag, München Wien 1986, ISBN 3-446-14655-5.
- Hrsg.: Macht und Ohnmacht der Phantasie. Hermann Luchterhand Verlag, Darmstadt/Neuwied 1986, ISBN 3-472-61609-1.
- mit Ulrich Sonnemann (Hrsg.): Atlantis zum Beispiel. Hermann Luchterhand Verlag, Darmstadt/Neuwied 1986, ISBN 3-472-61657-1.
- Hieroglyphen der Zeit. Texte vom Fremdwerden der Welt. Carl Hanser Verlag, München/Wien 1988, ISBN 3-446-15300-4.
- mit Christoph Wulf (Hrsg.): Anthropologie nach dem Tode des Menschen. Vervollkommnung und Unverbesserlichkeit. Suhrkamp Verlag, Frankfurt am Main 1994, ISBN 3-518-11906-0.
- Abgang vom Kreuz. Wilhelm Fink Verlag, München 1996, ISBN 3-7705-3152-3.
- mit Christoph Wulf (Hrsg.): Die erloschene Seele. Disziplin, Geschichte, Kunst, Mythos. Dietrich Reimer Verlag, Berlin 1988, ISBN 3-496-00946-2.
- mit Christoph Wulf (Hrsg.): Der Schein des Schönen. Steidl Verlag. Göttingen 1988, ISBN 3-88243-088-5.
- mit Christoph Wulf (Hrsg.): Rückblick auf das Ende der Welt. Klaus Boer Verlag, München 1990, ISBN 3-924963-47-9.
- Deutschland, ach was, in: Elisabeth Schweeger, Eberhard Witt (Hgg.):  Ach Deutschland. Belleville Verlag, München 2000, S. 23–31, ISBN 3-933510-67-8.
- Horizontwechsel. Die Sonne jeden Tag neu, nichts Neues unter der Sonne, aber... Wilhelm Fink Verlag, München 2001, ISBN 3-7705-3563-4.